# Carlos Atanes
Carlos Atanes (Barcelona, 8 november 1971) is een Spaanse filmregisseur, schrijver en toneelschrijver.
Naast zijn werk als scenarioschrijver en toneelschrijver heeft Carlos Atanes verschillende boeken en essays gepubliceerd over culturele kwesties, film en Chaosmagie.

## Ontvangst
Critici uiten vaak de moeilijkheid om Atanes 'cinematografie te waarderen en soms zien ze er zelfs van af, omdat dit ongebruikelijke films zijn die aan de standaardclassificatie ontsnappen. Dave J. Wilson van Cinematic Shocks zegt over Maximum Shame (genomineerd voor beste film op het BUT Film Festival in Breda in 2010) “het bestaat buiten de filmische norm en houdt zich niet aan de conventies (…) het is puur visuele kunst in plaats van een echt verhaal, een dromerige hersenkraker van filosofische overpeinzingen. Het is niet de vraag of het goed is of niet, want het voldoet niet aan filmische conventies. Daarom zal ik geen beoordeling geven voor deze recensie, omdat het moeilijk voor mij is om het op dergelijke voorwaarden te beoordelen. Of je de film nu leuk vindt of niet, je zult uiteindelijk waarschijnlijk allemaal tot dezelfde conclusie komen dat het op zijn minst een uniek werk is. " Film Threat zegt ondertussen dat binnen Gallino, the Chicken System het kippensysteem “een heel universum van creativiteit is, al dan niet een weerspiegeling van dit vlak van de werkelijkheid zoals we die kennen. Ik weet niet of het traditionele gevoel van hoe we op film reageren hier van toepassing is. Het is meer een kunstervaring dan een simpele film (…) Ik weet niet of het voor iedereen (of wie dan ook) is, maar het is zeker uniek."

## Als schrijver
Naast zijn werk als scenarioschrijver en toneelschrijver heeft Carlos Atanes verschillende boeken en essays gepubliceerd over culturele kwesties, film en chaosmagie.

## Filmografie

#### Speelfilms
- 2024 - Alter Ego Film Project (fragment Autofocus)
- 2012 - Gallino, the Chicken System
- 2010 - Maximum Shame
- 2007 - Próxima
- 2004 - FAQ: Frequently Asked Questions
- 2003 - Perdurabo (Where is Aleister Crowley?)

#### Korte films, documentaires en andere
- 2017 - Romance bizarro
- 2008 - Scream Queen
- 2007 - Codex Atanicus (anthologie)
- 2007 - Made in PROXIMA
- 2000 - Cyberspace Under Control
- 1999 - Welcome to Spain
- 1998 - Die Sieben Hügel Rom's
- 1997 - Borneo
- 1996 - Morfing
- 1995 - Metaminds & Metabodies
- 1995 - Triptico (onvoltooide speelfilm)
- 1993 - The Metamorphosis of Franz Kafka (gebaseerd op de roman van Franz Kafka)
- 1993 - The Mental Tenor
- 1992 - El Parc, (gebaseerd op het werk van Botho Strauss)
- 1991 - Els Peixos Argentats a la Peixera, (gebaseerd op het werk van Joan Brossa)
- 1991 - The Marvellous World of the Cucu Bird
- 1991 - Romanzio in il sècolo ventuno
- 1990 - Morir de calor
- 1990 - Le descente à l'enfer d'un poète
- 1989 - La Ira

## Uitgebrachte toneelstukken
- 2021 - Rey de Marte (Las Palmas de Gran Canaria)
- 2021 - Báthory (Madrid)
- 2019 - Antimateria (Tenerife)
- 2018 - Amaya Galeote's La incapacidad de exprimirte (Madrid)
- 2018 - La línea del horizonte (Madrid)
- 2015 - Un genio olvidado (Un rato en la vida de Charles Howard Hinton) (Madrid)
- 2014 - La quinta estación del puto Vivaldi (Madrid)
- 2014 - Los ciclos atánicos (Madrid)
- 2013 - El triunfo de la mediocridad (Madrid)
- 2013 - Secretitos (Madrid)
- 2011 - El hombre de la pistola de nata (Madrid)
- 2011 - La cobra en la cesta de mimbre (Madrid)

#### Korte toneelstukken
- 2019 - ¿Hasta cuándo estáis? (Madrid)
- 2019 - A Praga y vámonos (Madrid)
- 2018 - Chéjov bajo cero (Malaga)
- 2017 - Sexo y tortilla (Madrid)
- 2017 - Pasión mostrenca (Madrid)
- 2016 - La abuela de Frankenstein (Madrid)
- 2016 - Love is in the Box (Madrid)
- 2015 - Caminando por el valle inquietante (Madrid)
- 2015 - Santos Varones (Madrid)
- 2015 - Porno emocional (Madrid)
- 2014 - El grifo de 5.000.000 euro (Madrid)
- 2014 - El vello público (Madrid)
- 2013 - Necrofilia fina (Madrid)
- 2013 - Romance bizarro (Madrid)
- 2012 - La lluvia (Madrid)
- 2012 - La depredadora (Leganés)

#### Collectieve boeken
- 2022 - Querida - A Doll's Tale of Misery and Liberation (Artbook geïllustreerd door Jan van Rijn)
- 2022 - Monstruos - ISBN 978-84-18941-61-0
- 2021 - La invasión de los ultracuerpos, de Philip Kaufman - ISBN 978-84-120493-7-4
- 2020 - Cine que hoy no se podría rodar - ISBN 978-84-122716-0-7
- 2020 - Eyes Wide Shut - ISBN 978-84-121874-6-5
- 2020 - Space Fiction: Visiones de lo cósmico en la ciencia ficción - ISBN 978-8412049664
- 2019 - De Arrebato a Zulueta - ISBN 978-84-120493-1-2
- 2016 - In the Woods & on the Heath (Artbook geïllustreerd door Jan van Rijn)
- 2010 - La Bestia en la pantalla. Aleister Crowley y el cine fantástico - ISBN 9788489668843